# The Electric House
The Electric House és un curtmetratge de comèdia estatunidenca del 1922 codirigit i protagonitzat per Buster Keaton.

## Argument
Tres estudiants que es graduen abandonen els seus certificats de grau, però cadascun recull els equivocats del terra. Keaton interpreta un estudiant de botànica que, per accident, va obtenir un títol d'enginyer elèctric i és convidat a cablejar una casa amb molts aparells. L'home que en realitat era l'enginyer elèctric i exigeix venjança tornant a cablejar aquests aparells per causar caos.

## Repartiment
- Buster Keaton com ell mateix
- Virginia Fox com a noia (sense acreditar)
- Joe Keaton com a Extra (sense acreditar)
- Louise Keaton com a Extra (sense acreditar)
- Myra Keaton com a Extra (sense acreditar)
- Joe Roberts com a propietari (sense acreditar)

## Producció
Durant el rodatge programat original de la pel·lícula el 1920, Keaton es va trencar el turmell mentre filmava una seqüència amb l'escala elèctrica. El projecte es va arxivar i després es va tornar a fer completament. La versió coneguda avui és en realitat la segona versió filmada; no se sap si existeixen còpies del metratge original de 1920.